# Billy Bragg

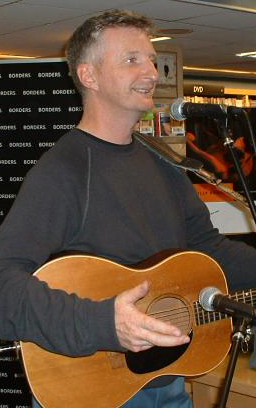
Billy Bragg in 2003

Steven William ('Billy') Bragg (Barking, 20 december 1957) is een Engelse zanger en liedjesschrijver die in 1983 debuteerde met het album Life's a riot with spy vs. spy. Zijn repertoire beweegt zich op de grens van folk en punk. Meestal treedt hij solo op, zichzelf in punktraditie begeleidend op een goedkope elektrische gitaar. Naast geestig-romantische liedjes over het leven en de liefde schrijft Bragg ook regelmatig protestsongs. Hij beschouwt zich als socialist.

## Levensloop
Billy groeide op in Barking, nabij Londen. Samen met levenslange boezemvriend Wiggy leerde hij op jeugdige leeftijd gitaarspelen door Ron Wood van The Faces na te doen. Tijdens de punkgolf richtten Billy en Wiggy de band Riff Raff op, die een paar onsuccesvolle singles uitbracht. Na het uiteenvallen van Riff Raff diende Bragg een blauwe maandag in het Britse leger. Daarna stak hij al zijn energie in een solocarrière in de muziek. Omdat een onbekende band doorgaans meer publiek naar een optreden weet te lokken dan een onbekende soloartiest, liet hij zich soms aankondigen onder de bandnaam Spy vs. spy (naar een stripverhaal in het tijdschrift Mad.) De titel van zijn eerste (mini)-album Life's a riot with spy vs. spy herinnert hieraan.
Mogelijk door Braggs geen-woorden-maar-dadenmentaliteit nam zijn populariteit gestaag toe. Hij kwam aan zijn eerste platencontract door zich voor te doen als televisiereparateur, zodat hij de verantwoordelijk manager persoonlijk kon spreken. Toen diskjockey John Peel tijdens een uitzending vermeldde dat hij honger had, haastte Bragg zich naar de radiostudio om Peel een snack aan te bieden, en tegelijk zijn plaat onder de aandacht te brengen. Verder stak hij zijn tijd in een eindeloze rij optredens in heel Engeland, waaronder regelmatige benefietoptredens voor stakende mijnwerkers en andere politieke acties.
In april 1984 trad hij voor het eerst op in Nederland, als voorprogramma van The Sound. Coverversies van zijn liedjes door Kirsty MacColl (A new England) en Paul Young (The man in the iron mask) zorgden voor bekendheid bij een breder publiek. Bragg brengt na Life's a riot... nog twee albums en diverse ep's uit waarop voornamelijk zijn stem en gitaar te horen zijn, nu en dan aangevuld met een trompet- of orgelpartij. Op Workers playtime (1988) en Don't try this at home (1991) wordt hij begeleid door een band.
Van 1992 tot 1996 onderbrak Bragg zijn carrière om zich aan het vaderschap te wijden. Op het album William Bloke (1996) komt deze ervaring ruimschoots aan bod. Vervolgens ging hij zich op verzoek van Woody Guthries dochter Nora wijden aan het op muziek zetten van nagelaten teksten van deze in 1967 overleden folklegende. Het materiaal werd in samenwerking met de Amerikaanse band Wilco op de platen Mermaid Avenue (1998) en Mermaid Avenue II (2000) uitgebracht. Hierover gaat de documentaire "Man in the Sand". De samenwerking binnen deze door een platenmaatschappij bedachte combinatie verliep buitengewoon stroef. Bragg richtte daarom de band The Blokes op om promotie voor de albums te maken. Met The Blokes bracht hij vervolgens in 2002 een album met eigen materiaal uit, England, Half English. Vanaf 2003 was Billy Bragg weer regelmatig met solo-optredens te bewonderen. Hij praatte daarnaast een documentaire over het leven van Woody Guthrie ('This machine kills fascists') aan elkaar.
In 2006 verschenen re-issues van alle platen van Bragg, vergezeld door B-kanten en demo's. Deze boxsets bevatten ook dvd's met live-optredens, waaronder enkele achter het IJzeren Gordijn, waar Billy dankzij zijn uitgesproken socialisme welkom was. In maart 2008 kwam een nieuwe plaat uit, getiteld Mr Love & Justice.
In mei 2022 gaf hij in het Amsterdamse Paradiso Tolhuistuin drie verschillende concerten. Het eerste was een overzicht van werk uit zijn 35-jarige carrière.

## Discografie

### Albums
| Jaar | Album                                                      |
| ---- | ---------------------------------------------------------- |
| 1986 | Talking With The Taxman About Poetry                       |
| 1987 | Back To Basics                                             |
| 1988 | Workers Playtime                                           |
| 1988 | Great leap forward                                         |
| 1990 | The Internationale                                         |
| 1991 | Don't Try This At Home                                     |
| 1996 | William Bloke                                              |
| 1997 | The Boy Done Good                                          |
| 1998 | Billy Bragg And Wilco Mermaid Avenue                       |
| 1999 | Reaching To The Converted                                  |
| 2000 | Billy Bragg And Wilco Mermaid Avenue Vol II                |
| 2002 | And The Blokes England Half English                        |
| 2008 | Mr Love & Justice                                          |
| 2011 | Fight Songs                                                |
| 2012 | Billy Bragg And Wilco Mermaid Avenue Vol III               |
| 2012 | Billy Bragg And Wilco Mermaid Avenue The Complete Sessions |
| 2013 | Tooth & Nail                                               |
| 2021 | The Million Things That Never Happened                     |

- Bibsys: 5089799
- Biblioteca Nacional de España: XX1305773
- Bibliothèque nationale de France: cb13933647s (data)
- Gemeinsame Normdatei: 122061209
- International Standard Name Identifier: 0000 0000 7365 687X
- Library of Congress Control Number: n91127333
- MusicBrainz: 7cec4a03-0a83-4308-856a-afb8aa5db0fc
- Nationale bibliotheek van Australië: 36027426
- Nationale Bibliotheek van Israël: 987007342888205171
- Nederlandse Thesaurus van Auteursnamen: 093233760
- Système universitaire de documentation: 175900655
- Trove: 1192050
- Union List of Artist Names: 500335420
- Virtual International Authority File: 45173279
- WorldCat: E39PBJfmqvCPQrWT7xGmbFHKVC